# Chusquea rigida
Chusquea rigida és una espècie de bambú, del gènere Chusquea, de la subtribu Chusqueina, subfamília de les bambusòidies, família poàcies. Originària de Sud-amèrica, es fa als Andes equatorians, entre els 3.200 i 3.900 metres d'altitud (Parque Nacional Llanganates i a la Reserva de Protección Faunística Chimborazo).